# Eukoenenia juberthiei
Espèce
Eukoenenia juberthiei est une espèce de palpigrades de la famille des Eukoeneniidae.

## Distribution
Cette espèce se rencontre dans des grottes en Grèce et au Liban.

## Liste des sous-espèces
Selon Palpigrades of the World (version 1.0) :
- Eukoenenia juberthiei cytheriaca Condé, 1979 de Cythère en Grèce
- Eukoenenia juberthiei hellenica Condé, 1979 de Keratea en Attique en Grèce
- Eukoenenia juberthiei juberthiei Condé, 1974 du Liban

## Étymologie
Cette espèce est nommée en l'honneur de Christian Juberthie.

## Publications originales
- Condé, 1974 : Un palpigrade cavernicole du Liban (Eukoenenia juberthiei n. sp.). Annales de spéléologie, vol. 29, no 1, p. 57-62.
- Condé, 1979 : Palpigrades de Grèce, de Guyane et du Kenya. Revue Suisse de Zoologie, vol. 86, no 1, p. 167-179 (texte original).